# Bob Morgan
Pour les articles homonymes, voir Morgan.
Robert (Bob) Drew Morgan est un acteur américain, né le 3 octobre 1915 à Mt. Carmel, Illinois, États-Unis, et décédé le 22 février 1999 à Woodland Hills (États-Unis).

## Biographie
Il a été marié du 21 novembre 1955 à 1974 à Yvonne De Carlo dont il a eu deux garçons, Bruce Ross (1956) et Michael (1957-1997). Il a eu une jambe arrachée lors du tournage de la scène du train dans La Conquête de l'Ouest.

## Filmographie

### Cinéma
- 1947 : 13, rue Madeleine d'Henry Hathaway : Un officier de la Gestapo
- 1948 : Belle Starr's Daughter (en) : Un acolyte
- 1949 : Un Yankee à la cour du roi Arthur (A Connecticut Yankee in King Arthur's Court) de Tay Garnett : Un acolyte
- 1950 : Dakota Lil : Un membre du gang
- 1951 : Sealed Cargo : Un nazi
- 1951 : Tonnerre sur le Pacifique (The Wild Blue Yonder) : Ingénieur Schiller
- 1953 : Off Limits : Un soldat
- 1953 : Devil's Canyon : Un garde
- 1953 : La Guerre des mondes (The War of the Worlds) : Un ouvrier de la défense civil
- 1953 : Bataille sans merci (Gun Fury) : Lieutenant Wherry
- 1955 : Amour, fleur sauvage (Shotgun) : Sam
- 1955 : Un pitre au pensionnat (You're Never Too Young) : Un texan
- 1956 : The Boss (en) : Hamhead
- 1957 : La Femme modèle (Designing Woman) : Hood
- 1958 : La Spada e la croce : Judas
- 1958 : Les Grands Espaces (The Big Country) : Terrill, cowboy
- 1959 : La Colline des potences (The Hanging Tree) : Un citadin
- 1960 : Spartacus : Galeno
- 1960 : Alamo (The Alamo) de John Wayne : Tennessean
- 1962 : L'Homme qui tua Liberty Valance (The Man Who Shot Liberty Valance) : Roughrider
- 1962 : La Conquête de l'Ouest (How the West Was Won) : Un membre du gang
- 1970 : Chisum : Pegleg
- 1972 : The Culpepper Cattle Co. : Vieux John
- 1976 : Le Pirate des Caraïbes (Swashbuckler) de James Goldstone : Un pirate
- 1985 : Silverado : Un homme de McKendrick

### Télévision
- 1956 : State Trooper (série télévisée) : Un député / Un homme
- 1956 : Star Stage (en) (série télévisée) : Le député shérif
- 1958 : The Restless Gun (série télévisée) : Duke Ballinger
- 1958 et 1970 : Gunsmoke (série télévisée) : Charley / Lomax
- 1959 : Peter Gunn (série télévisée) : Un acolyte
- 1960 : Lawman (série télévisée) : Al Miner
- 1960 : Maverick (série télévisée) : Un garde du corps
- 1960 : Laramie (série télévisée) : Backer
- 1961 : The Islanders (série télévisée) : Max
- 1961 : Stagecoach West (série télévisée) : Sloan
- 1967 : Le cheval de fer (Iron Horse) (série télévisée) : Pegleg
- 1972 : Hec Ramsey (série télévisée) : Un joueur de poker
- 1977 : Baretta (série télévisée) : Starbuck